# Creampie

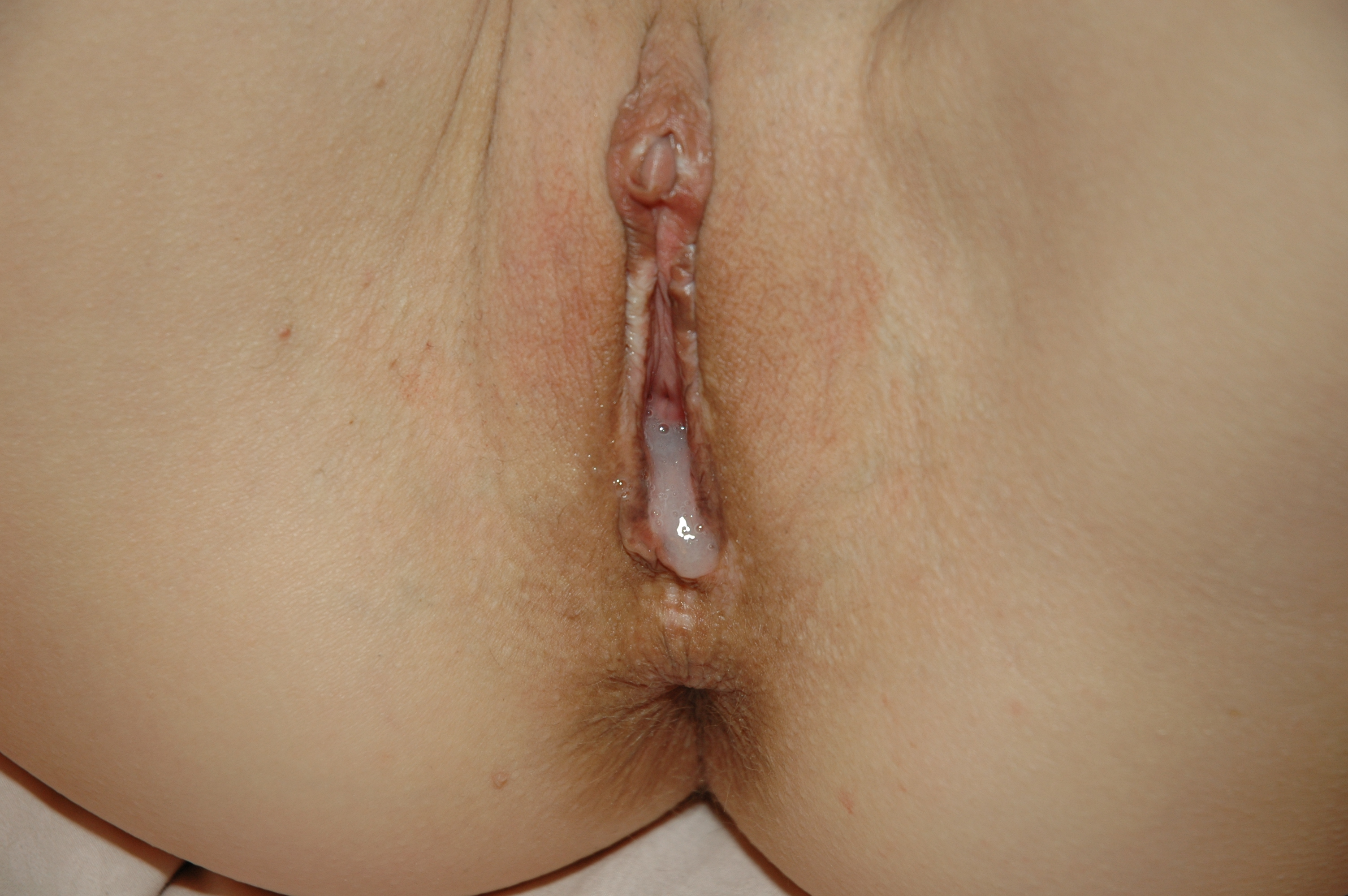
Nasienie wypływające z wygolonego sromu po kopulacji

Creampie (ang. creampie „nasienie”, „sperma”; „sperma zejakulowana do pochwy lub odbytu partnera”) – akt seksualny bez użycia prezerwatywy prezentowany w filmach erotycznych (hardcore porn), w którym wytrysk nasienia następuje wewnątrz pochwy (lub odbytu – anal creampie) partnerki lub partnera, a następnie wydostaje się częściowo poza ustrój biorcy. Często w końcowej fazie penetracji, tuż przed i w czasie wytrysku, ruchy frykcyjne są płytkie, by po stosunku ułatwić wydostawanie się ejakulatu na zewnątrz oraz spowodować zauważalne wyciekanie (i ew. skapywanie) nasienia z uprzednio penetrowanego otworu ciała.

## Creampiew filmach erotycznych
Termin „creampie” jest stosunkowo nowym określeniem w filmowej branży dla dorosłych. Jako słowo używane do opisu treści w produkcjach filmowych zaczęło pojawiać się w USA od 1999 roku, choć sam akt seksualny przedstawiany był w wielu realizacjach dużo wcześniej. Ponadto sformułowanie to (także creampie porn) jest używane do opisania gatunku filmów, które koncentrują się na tym konkretnym elemencie wizualnym.
W 2013 roku creampie zajęło drugie miejsce wśród najczęściej wyszukiwanych haseł na Pornhubie, mimo że nigdy wcześniej nie pojawiło się nawet w pierwszej dziesiątce znajdowanych tam treści.
W 2024 przyznano po raz pierwszy nagrodę w kategorii Best Creampie of the Year (najlepsze creampie roku) podczas gali FapHouse Awards 2024. Zwyciężczynią została KissCat.

### Wybór tyłułów z motywemcreampie
Wyszukiwarka na stronie iafd.com zwraca ponad 10 tys. pozycji zawierających „creampie” w tytule.
Poniższe pozycje zawierają co najmniej jedną scenę z creampie.
      bez terminu creampie użytego w tytule, opisie filmu, sceny lub w recenzji (w chwili premiery lub bezpośrednio po niej), ale z przedstawieniem tej czynności seksualnej bez nazwy lub pod innym określeniem (zwykle przed 1999)
      słowo creampie (cream pie lub cream-pie) użyte w tytule, opisie filmu, sceny lub w recenzji (w chwili premiery lub niedługo po niej)
| Rok wydania | Tytuł (inne wersje tytułu)                                                                                     | Studio                       | Uwagi | Źródła        |
| --- | --- | ---------------------------- | --- | ------------- |
| 1928 | Messe Noire |                              | francuski film erotyczny wykorzystujący motyw czarnej mszy (6 min) | [ 11 ]        |
| 1994 | Up And Cummers 11                                                                                              | Randy West Productions       | DVD (140 min); scena 1 (40 min), Jenna Jameson, Randy West: fellatio, cunnilingus, seks dopochwowy, creampie                                                                       | [ 12 ] [ 13 ] |
| 1999 | Multi-Orgasmic Mary’s Interracial Creampies Vol. #1(one on one) (Multi-Orgasmic Mary’s Interracial Creampie 1) | Frogbutt Productions         | VOD (45 min); scena 3 (14 min), Multi-Orgasmic Mary, John: creampie | [ 14 ] [ 15 ] |
| 2002 | Hannah Harper AKA Filthy Whore                                                                                 | Xtraordinary Pictures        | DVD, kompilacja (69 min); scena 2, Hottie Hannah Harper Sucks and Fucks (12 min), Hannah Harper, Joel Lawrence: fellatio, cunnilingus, seks dopochwowy, seks analny, anal creampie | [ 16 ] [ 17 ] |
| 2004 | Internal Cumbustion Cream Pies 5 (Internal Cumbustion 5) (Internal Combustion 5)                               | Zero Tolerance Entertainment | DVD (137 min); scena 4 (22 min), Jane Darling, Chris Charming: seks analny, anal creampie                                                                                          | [ 18 ] [ 19 ] |
| | |                              | |               |
| Uwaga! Tytuły zostały dobrane jako luźne przykłady. Nie są wybrane ze względu na jakieś (ukryte) kryteria, oprócz faktu, że można w nich zobaczyć sceny z creampie. Nie wiadomo również, czy wymienione tytuły to najstarsze pozycje zawierające przedstawienie tego aktu seksualnego lub z użyciem tytułowego terminu jako opisującego ten akt. | |                              | |               |

## Unieważnienie wyroku w sprawie Roe v. Wade
24 czerwca 2022 Sąd Najwyższy Stanów Zjednoczonych uchylił orzeczenie w sprawie Roe v. Wade. Tym samym zniósł na poziomie federalnym prawo do aborcji. Spotkało się to z szeroką reakcją w branży porno. W lipcu 2022 m.in. aktorka Skye Blue zrezygnowała z kręcenia scen z wytryskiem do pochwy:

Cała moja praca kręci się wokół seksu, a teraz jest obiektem ataków, ponieważ rząd postrzega ją wyłącznie jako akt reprodukcyjny, a nie akt przyjemności [lub rozrywki]
My whole job revolves around sex, and now it’s being attacked because the government is only viewing it as a reproductive act, not an act of pleasure [or entertainment]
Już zdecydowałam, że nie będę więcej wykonywać prawdziwych creampie. Nie chcę być związana z kimkolwiek, z kim uprawiam seks, do końca życia tylko dlatego, że jeden z jego małych plemników dotarł do komórki jajowej.
I’ve already decided that I won’t be doing any more real creampies. I don’t want to be tied to anyone I have sex with for the rest of my life just because one of their little swimmers made it to the egg.